# Mathias Wilhelm von Haan
Mathias Wilhelm Haan, ab 1779 Ritter von Haan, (* 27. November 1737 in Wien; † 10. Dezember 1816 ebenda) war ein österreichischer Jurist, Geheimer Rat, und Staatsmann.

## Leben
Haan stammte aus dem Elsass, aus einer Adelsfamilie. Er studierte Rechtswissenschaften. Nach schneller Karriere wurde er 1775 Hofrat der obersten Justizstelle, dann 1792 Vizepräsident des niederösterreichischen Appellationsgerichtes, drei Jahre später Oberlandesgerichtspräsident. 1795 ernannte ihn Kaiser Franz II. zum obersten Landrichter und Präsidenten des niederösterreichischen Landrechtes. 1797 wurde er zunächst Vizepräsident der vereinigten Hofkommission in politischen und Justizgesetzsachen und schließlich 1809 Präsident dieser Kommission.
Haan arbeitete unter anderem am Criminalgesetzbuche der österreichischen Staaten und am Allgemeinen bürgerlichen Gesetzbuch mit. 1779 wurde er in den erblichen Ritterstand erhoben sowie zugleich mit dem Großkreuz des k.u. Sankt Stephans-Orden ausgezeichnet und zum Geheimen Rat ernannt.

## Werke
- mit Joseph von Sonnenfels: Specimen juris germanici de remediis juris, juri romano incognitis, Wien 1757.
- Ueber die Tortur, Wien 1776.
- Das Strafgesetzbuch in Westgalizien, Wien 1796.